# SNCV Groupe de Wellin
Le réseau ou groupe de Wellin est un ancien réseau de quatre lignes de tramway vicinal de la Société nationale des chemins de fer vicinaux (SNCV). Exploité entre le 1er février 1894 et le 31 août 1955 pour le service voyageurs et jusqu'au 29 juillet 1957 pour le service fret, le réseau rayonnait autour de la ville de Wellin à cheval sur les provinces du Luxembourg et de Namur. La ligne des grottes de Han a cependant subsisté à la suppression de par son importance touristique et est toujours exploitée.

## Histoire

### Exploitation
Trois lignes de tramways vicinaux convergeaient vers Wellin
La ligne 518 (SNCV) Rochefort – Han-sur-Lesse – Wellin – Graide : depuis la gare de Rochefort sur la ligne de chemin de fer 150 Jemelle – Houyet, la ligne vicinale desservait les localités de Rochefort, Han-sur-Lesse, Auffe, Ave et atteignait Wellin par le nord ; depuis la gare de Graide sur la ligne de chemin de fer 166 Dinant – Bertrix – Athus, la ligne vicinale suivait la vallée de l'Almache et desservait les localités de Graide, Porcheresse, Gembes, et Daverdisse. La voie longeait ensuite la Lesse pour desservir Redu-gare, Neupont, Halma et atteindre Wellin par le sud ; cette ligne de 40,1 km mise partiellement en service dès 1904 a été fermée en 1957 et ce malgré la proposition du conseil communal de Wellin de maintenir la section Wellin - Graide comme ligne touristique. Un aménagement de cette ligne, particulièrement pittoresque, en Pré-RAVeL a été réalisé entre Daverdisse et Porcheresse en passant par Gembes.
La ligne 616 (SNCV) Grupont - Wellin : depuis la gare de Grupont sur la ligne de chemin de fer 162 Namur – Luxembourg, la ligne vicinale desservait les localités de Grupont, Bure, Tellin, Resteigne, Chanly, Neupont, Halma et atteignait Wellin par l'est. Cette ligne de 13,8 km mise service en 1894 fut fermée en 1958.
| Infrastructure |                                                               |
|                | Dépôt, installation technique ou voyageurs (stations, gares). |
|                | Emprise en site indépendant.                                  |
|                | Voie de service ou de fret.                                   |
| Lignes         |                                                               |
|                | Ligne de la SNCV.                                             |
| 15(18)         | Ligne (service partiel, prolongé ou variante)                 |

Lignes en service au 1er janvier 1950 :
- WD Wellin Gare - Daverdisse
- WG Wellin Gare - Grupont Gare
- WR Wellin Gare - Rochefort Gare
- Grottes Han Église - Han Tivoli

Les indices sont à titre indicatif.

### Suppression
Tout comme la majorité des lignes non électrifiées de la SNCV après la seconde guerre mondiale, les lignes du réseau de Wellin font face au développement fulgurant du transport individuel qui leur donne le coup de grâce et va conduire à leur remplacement par des autobus. Les lignes de Wellin à Daverdise, Grupont et Rochefort sont supprimées le 31 août 1955 lors de l'expiration de la concession d'exploitation de la SA pour l'Exploitation du CFV Rochefort - Grottes de Han - Wellin (RGW) et remplacées par des autobus à l'exception de la ligne des grottes qui continue à être exploitée.

## Lignes
Cette section liste les lignes selon les services voyageurs, pour les capitaux SNCV et lignes administratives voir la section Capitaux ci-dessous.
- 520 Wellin - Grupont ;
- 521/1 Wellin - Rochefort ;
- 521/2 ligne des grottes de Han ;
- 521/3 Wellin - Graide.

## Infrastructure

### Capitaux
Les lignes du réseau de Wellin dépendent de trois capitaux SNCV :

### Voies et tracés
La ligne de Wellin à Rochefort est établie intégralement sur la chaussée reliant ces villes en accotement et en site banal à l'exception d'une courte section en site indépendant entre l'entrée de Wellin et la gare. Les lignes de Wellin à Graide et Wellin à Grupont alternent entre tracés en chaussée et tracés en site indépendant.
Type de site utilisé (état 1950)
| Type de site / Ligne      | 520 Wellin - Grupont | 520 Wellin - Grupont | 521A Wellin - Rochefort | 521A Wellin - Rochefort | 521B Wellin - Graide | 521B Wellin - Graide | 521 Ligne des grottes | 521 Ligne des grottes |
| ------------------------- | -------------------- | -------------------- | ----------------------- | ----------------------- | -------------------- | -------------------- | --------------------- | --------------------- |
| En chaussée ou accotement | 7,124 km             | 51,47 %              | 13,608 km               | 94,72 %                 | 6,319 km             | 25,04 %              | 0,601 km              | 16,13 %               |
| Site indépendant          | 6,716 km             | 48,53 %              | 0,759 km                | 5,28 %                  | 18,921 km            | 74,96 %              | 3,126 km              | 83,87 %               |
| Total                     | 13,84 km             | 13,84 km             | 14,367 km               | 14,367 km               | 25,24 km             | 25,24 km             | 3,727 km              | 3,727 km              |

### Le dépôt de Wellin
Le dépôt était situé au centre du réseau.

### Connexion avec le grand chemin de fer
Les trois lignes assurent à leurs terminus la correspondance avec le réseau du grand chemin de fer :
- la ligne de Wellin à Graide avec la ligne 166 à son terminus de la gare de Graide;
- la ligne de Wellin à Grupont avec la ligne 162 à son terminus de la gare de Grupont;
- la ligne de Wellin à Rochefort avec la ligne 150 à son terminus de la gare de Rochefort.

## Exploitation

### Exploitants
Tout comme de nombreuses autres lignes, la SNCV confie l'exploitation des lignes voyageurs comme du fret à un exploitant (on parle d'affermage, l'exploitant étant le fermier) :
- la ligne Wellin - Grupont, première ligne du réseau mise en service est exploitée par la SA pour l'Exploitation des Chemins de Fer Régionaux de Belgique (CFRB) de sa mise en service jusqu'au 31 décembre 1908, puis l'exploitation est reprise par la SA pour l'Exploitation du CFV Rochefort - Grottes de Han - Wellin (RGW) qui exploite les autres lignes du réseau;
- les lignes Wellin - Graide, Wellin - Rochefort et la ligne des grottes sont exploitées dès leur origine par la SA pour l'Exploitation du CFV Rochefort - Grottes de Han - Wellin (RGW).

À la fin de la concession de la RGW au 31 août 1955, les services voyageurs sont supprimés et remplacés dès le lendemain par des services d'autobus exploités directement par la SNCV, le service fret va demeurer quelque temps. La ligne des grottes est maintenue, son exploitation est confiée à une filiale de la société gérant les grottes de Han.

### Service fret
Parallèlement au service voyageurs, la SNCV (et ses fermiers) exploite des services de fret divers (allant des matières premières à la desserte des industries), ces services vont survivre au transport de voyageurs jusqu'au 29 juillet 1957, date à laquelle le dépôt de Wellin est fermé et le démontage des voies restantes est effectué.